# شتيفان هوبنر
شتيفان هوبنر (بالألمانية: Stefan Hübner)‏ (و. 1975  م) هو لاعب كرة طائرة، من ألمانيا، ولد في بيلفلد، شارك في الألعاب الأولمبية الصيفية 2008، يلعب كليبرو ‏.

## روابط خارجية
- شتيفان هوبنر على موقع الاتحاد الأوروبي (الإنجليزية)
- شتيفان هوبنر على موقع قاعدة بيانات الكرة الطائرة الشاطئية (الإنجليزية)
- شتيفان هوبنر على موقع عالم الكرة الطائرة (الإنجليزية)
- شتيفان هوبنر على موقع دوري الدرجة الأولى الإيطالي للكرة الطائرة - رجال (الإيطالية)
- شتيفان هوبنر على موقع أوليمبيديا (الإنجليزية)